# VV DOS in het seizoen 1967/68
Het seizoen 1967/1968 was het 14e jaar in het bestaan van de Utrechtse betaaldvoetbalclub DOS. De club kwam uit in de Eredivisie en eindigde daarin, na een gewonnen beslissingswedstrijd tegen Fortuna '54 (4–3), op de 16e plaats. Tevens deed de club mee aan het toernooi om de KNVB Beker, hierin werd de club in de groepsfase uitgeschakeld.

## Wedstrijdstatistieken

### Eredivisie
|       | ADO   | Ajax  | DWS   | Feijenoord | Fortuna '54 | Go Ahead | GVAV  | MVV   | NAC   | N.E.C. | PSV   | Sittardia | Sparta | Telstar | FC Twente '65 | Volendam | Xerxes/DHC '66 |
| ----- | ----- | ----- | ----- | ---------- | ----------- | -------- | ----- | ----- | ----- | ------ | ----- | --------- | ------ | ------- | ------------- | -------- | -------------- |
| Thuis | 2 – 2 | 1 – 1 | 1 – 2 | 2 – 0      | 0 – 2       | 0 – 1    | 2 – 2 | 1 – 0 | 0 – 0 | 2 – 2  | 0 – 3 | 2 – 1     | 1 – 1  | 4 – 0   | 5 – 0         | 2 – 1    | 1 – 1          |
| Uit   | 5 – 1 | 4 – 0 | 3 – 1 | 5 – 0      | 2 – 2       | 7 – 1    | 1 – 1 | 2 – 0 | 1 – 1 | 1 – 1  | 1 – 1 | 4 – 2     | 3 – 0  | 1 – 0   | 2 – 2         | 1 – 0    | 2 – 1          |

### Beslissingswedstrijd
| Beslissingswedstrijd                                                                            | DOS                                                      | 4 – 3 (3 – 3, 2 – 1) Na verlenging | Fortuna '54                              |
| 1 juni 1968 Plaats: Eindhoven Philips Stadion Toeschouwers: 11.500 Scheidsrechter: Jef Dorpmans | Nico Hardeman 8', 65' Abbes van Vliet 13' Henk Wery 100' | Wedstrijdverslag                   | 14' Harry Golsteijn 57', 70' Piet Giesen |

### KNVB Beker
| Groepsfase                                             | Elinkwijk                                                                | 4 – 0 (1 – 0) | DOS                         |
| 25 februari 1968 Plaats: Utrecht Amsterdamsestraatweg  | Joop Oomens 36' Theo Netten 75' Jan Blaauw –' (pen.) Ben Aarts –' (e.d.) |               |                             |
| Groepsfase                                             | DOS                                                                      | 1 – 3 (1 – 1) | Velox                       |
| 10 maart 1968 Plaats: Utrecht Galgenwaard              | Henk Wery                                                                |               | –', –' Marco Cabo Co Dirven |
| Groepsfase                                             | Hilversum                                                                | 2 – 2 (2 – 2) | DOS                         |
| 24 maart 1968 Plaats: Hilversum Gemeentelijk Sportpark | Eddy Westbroek Evert van Ginkel –' (pen.)                                |               | Arie de Kuyper Henk Wery    |

### Jaarbeursstedenbeker
| 1e ronde                                      | DOS                                                | 3 – 2 (2 – 1)    | Real Zaragoza              |
| 14 september 1967 Plaats: Utrecht Galgenwaard | Leo van Veen 28' Henk Wery 34' Abbes van Vliet 64' | Wedstrijdverslag | 41', 79' Juan Manuel Villa |
| 1e ronde                                      | Real Zaragoza                                      | 3 – 1 (2 – 1)    | DOS                        |
| 12 oktober 1967 Plaats: Zaragoza La Romareda  | Miguel Ángel Bustillo 19', 51' Francisco Moya 36'  | Wedstrijdverslag | 30' Matthias Maiwald       |

## Statistieken DOS 1967/1968

### Eindstand DOS in de Nederlandse Eredivisie 1967 / 1968
| Stand | Gespeeld | Gewonnen | Gelijk | Verloren | Punten | Doelpunten voor | Doelpunten tegen |
| ----- | -------- | -------- | ------ | -------- | ------ | --------------- | ---------------- |
| 16e   | 34       | 6        | 13     | 15       | 25     | 40              | 64               |

### Topscorers
| #                 | Naam             | Goal |
| ----------------- | ---------------- | ---- |
| 1.                | Henk Wery        | 13   |
| 2.                | Leo van Veen     | 11   |
| 3.                | Johan Plageman   | 9    |
| 4.                | Bas Peeters      | 3    |
| 5.                | Arie de Kuyper   | 1    |
| 5.                | Jan van Renswouw | 1    |
| 5.                | Arie Witzand     | 1    |
| Onbekend doelpunt |                  |      |
| –                 | Onbekend         | 1    |
| Totaal            | Totaal           | 40   |

| #      | Naam            | Goal |
| ------ | --------------- | ---- |
| 1.     | Nico Hardeman   | 2    |
| 2.     | Abbes van Vliet | 1    |
| 2.     | Henk Wery       | 1    |
| Totaal | Totaal          | 4    |

| #      | Naam           | Goal |
| ------ | -------------- | ---- |
| 1.     | Henk Wery      | 2    |
| 2.     | Arie de Kuyper | 1    |
| Totaal | Totaal         | 3    |

| #      | Naam             | Goal |
| ------ | ---------------- | ---- |
| 1.     | Matthias Maiwald | 1    |
| 1.     | Leo van Veen     | 1    |
| 1.     | Abbes van Vliet  | 1    |
| 1.     | Henk Wery        | 1    |
| Totaal | Totaal           | 4    |

## Voetnoten
ADO ·
Ajax ·
DOS ·
DWS ·
Feijenoord ·
Fortuna '54 ·
Go Ahead ·
GVAV ·
MVV ·
NAC ·
N.E.C. ·
PSV ·
Sittardia ·
Sparta ·
Telstar ·
FC Twente '65 ·
Volendam ·
Xerxes/DHC '66